# Paracompsus bistriolatus
Paracompsus bistriolatus es una especie de coleóptero de la familia Attelabidae.

## Distribución geográfica
Habita en la India Pakistán y Nepal.